# Ozero Urkash
Ozero Urkash (kazakiska: Orkash Köli) är en saltsjö i Kazakstan.   Den ligger i oblystet Qostanaj, i den centrala delen av landet, 600 km väster om huvudstaden Astana. Arean är 14,4 kvadratkilometer.